# 茶庵铺镇
茶庵铺镇，是中华人民共和国湖南省常德市桃源县下辖的一个乡镇级行政单位。

## 行政区划
茶庵铺镇下辖以下地区：
桥东社区、桥西社区、铁山溪村、茶庵铺村、新店驿村、黄鹿坪村、古溶溪村、长板铺村、七里冲村、尚寺坪村、三元潭村、松阳坪村和李梓溪村。